# Titularbistum Illiberi
Das Bistum Illiberi (italienisch Diocesi di Elvira, lateinisch Dioecesis Iliberritana) ist ein Titularbistum der römisch-katholischen Kirche.
Es geht zurück auf einen untergegangenen Bischofssitz in der antiken Stadt Illiberis (an der Stelle des heutigen Granada) in Spanien. Der Bischofssitz gehörte der Kirchenprovinz Sevilla an.
| Titularbischöfe von Illiberi |                                   | |                    |                   |
| Nr.                          | Name                              | Amt                                                                                                | von                | bis               |
| 1                            | Onofre Cândido Rosa SDB           | Weihbischof in Uberlândia Koadjutorbischof von Uberlândia Koadjutorbischof von Corumbá (Brasilien) | 9. Januar 1970     | 5. Juli 1978      |
| 2                            | Albino Mamede Cleto               | Weihbischof in Lissabon (Portugal)                                                                 | 6. Dezember 1982   | 29. Oktober 1997  |
| 3                            | Gílio Felício                     | Weihbischof in São Salvador da Bahia (Brasilien)                                                   | 21. Januar 1998    | 11. Dezember 2002 |
| 4                            | Cristián Contreras Villarroel     | Weihbischof in Santiago de Chile (Chile)                                                           | 25. April 2003     | 7. März 2014      |
| 5                            | Luis Fernando Rodríguez Velásquez | Weihbischof in Cali (Kolumbien)                                                                    | 5. Juli 2014       | 22. April 2022    |
| 6                            | José María Avendaño Perea         | Weihbischof in Getafe (Spanien)                                                                    | 30. September 2022 |                   |